# Padovana (pollo)
La padovana è una razza molto antica di pollo di cui è stata ufficialmente riconosciuta l'origine veneta. Inoltre è presidio Slow Food. È una razza elegante e leggera, allevata da molti secoli come uccello ornamentale e da compagnia, senza alcuna finalità economica. La particolarità della Padovana sta nel grande ciuffo che orna la testa e nella folta barba presente sotto il becco.

## Origini e storia
Secondo la tradizione, l'astronomo e filosofo Giovanni Dondi dell'Orologio, trovandosi intorno al 1300 in Polonia, notò una particolare qualità di galline, che lo colpirono tanto per la loro bellezza da portarne alcuni esemplari nella regione Padovana. Tale teoria, che viene riportata da numerosi scrittori del passato (come Teodoro Pascal) e moderni (come Periquét) non ha finora, però, trovato conferme storiche; anzi, il giornalista padovano Franco Holzer in una sua ricerca ha potuto stabilire che non vi è documentazione alcuna che attesti che Giovanni Dondi dell'Orologio abbia mai avuto contatti con la Polonia o che l'abbia mai visitata, stabilendo peraltro che fu Francesco Dondi dell'Orologio a ricevere il titolo di Marchese dal sovrano polacco nel 1676, tre secoli dopo cioè che le galline col ciuffo avevano fatto mostra di sé nelle campagne del padovano. Pare più plausibile a tutt'oggi l'ipotesi secondo cui i polli ciuffati sarebbero giunti nella regione del padovano sotto forma di viatico vivente dei pellegrini dell'est europeo, che, diretti verso i luoghi sacri della cristianità in Italia, si fermavano nei monasteri della regione, come quello di Santa Maria della Riviera a Polverara. Recentemente sempre Franco Holzer ha scoperto la prima raffigurazione conosciuta di una gallina ciuffata nel padovano: si tratta di un affresco risalente al 1397 e presente nell'oratorio di San Michele Arcangelo a Padova. Nei secoli successivi, i polli ciuffati vennero ad essere allevati soprattutto nella zona di Polverara, divenendo tanto famosi per la loro bellezza e grossezza da divenire oggetto di dono al sultano Maometto II, colui che prese Costantinopoli. A darcene notizia è Ermolao Barbaro, che verrà poi ripreso da Ulisse Aldrovandi nella sua opera sull'ornitologia. Questi uccelli, forma ancestrale degli odierni Polli di Polverara vennero per secoli chiamati galline padovane, e a causa della loro fama divennero merce per i traffici dei Veneziani, che le vendettero in diverse zone dell'Europa (Belgio, Francia, Paesi Bassi). La selezione operata tra il 1600 ed il 1800 finì col conferire alla gallina padovana le caratteristiche con cui essa è tuttora nota. C'è da notare come, in Italia, fino quasi agli inizi del XX secolo col termine di gallina padovana si intendesse la gallina di Polverara; inoltre dagli scritti di diversi autori sembra potersi evincere che la Padovana Gran Ciuffo è arrivata in Italia dalla Francia o comunque dal nord Europa all'incirca verso la seconda metà del XIX secolo.

## Etimologia
La denominazione padovana è ritenuta generalmente collegata alla presenza originaria (almeno per l'Italia) di questa varietà nella zona di Padova. C'è chi racconta anche storie diverse: ad esempio, secondo Madame Passy (1885) questa gallina sarebbe stata introdotta in Francia intorno al 1720 da Stanislao Leszczyński, il quale, perduto il regno polacco, si ritirò in Francia presso il genero Luigi XV. A Madame de Pompadour, la nota amante del Re, sarebbero piaciute così tanto queste galline, che le stesse dal suo nome sarebbero state poi chiamate "pompadour", denominazione che con il tempo si sarebbe trasformata, deformandosi, in Padoues e infine in padovana. In realtà, nel periodo storico in cui visse Madame de Pompadour, il nome di "gallina padovana" era già associato, in Francia, a una razza di polli ciuffati provenienti dall'Italia, mentre i polli simili all'attuale razza Padovana Gran Ciuffo erano conosciuti sotto il nome generico di poule huppée, ovvero gallina ciuffata. Inoltre, tra le favorite di Luigi XV pare vi fosse una certa Madame de Flavacourte, nota come La poule proprio per la somiglianza della sua pettinatura con il ciuffo di certi polli.

## Ricerche e programmi di salvaguardia
Negli anni più recenti, la padovana è stato oggetto di attenzione da parte di alcuni Enti pubblici, entrando a far parte del progetto CO.VA. realizzato da Veneto Agricoltura e dalla Regione Veneto, riguardante interventi per la conservazione e la valorizzazione di razze avicole locali venete.
Inoltre la Padovana così come altre razze venete è stata oggetto di studi genetici da parte dell'Istituto Zooprofilattico delle Venezie. recentemente il giornalista Franco Holzer, dopo aver ottenuto dalla Polonia alcune centinaia di uova di Polish-Padoue, ha provveduto a far analizzare il DNA degli esemplari polacchi comparandolo con quello dei capi di Padovana Gran Ciuffo di alcuni allevatori veneti. Lo studio, effettuato dal Dott. Enrico Zanetti, ha mostrato un'effettiva vicinanza genetica tra i due gruppi di animali, comparandoli a soggetti di altre razze avicole venete.

## Caratteristiche morfologiche
È un pollo leggero ed elegante, armonioso nel suo insieme, dotato di un enorme ciuffo che non deve risultare sproporzionato rispetto al resto del corpo.
Il tronco è leggermente allungato e inclinato, largo alle spalle e stretto verso la schiena. Il portamento è quasi orizzontale nel gallo e compresso nella gallina. La testa è di media grandezza, provvista di un'ernia craniale molto sviluppata dalla quale spunta un ciuffo voluminoso e ricco di piume: questo si presenta a criniera nel gallo, con penne sottili e appuntite che circondano la testa dietro e lateralmente, e globulare nella gallina, con penne che lo sostengono in maniera ferma e compatta. La cresta è assente per lasciare spazio al ciuffo. La barba e i favoriti sono ricchi e ben sviluppati, ben aderenti al resto del piumaggio. Come la cresta, anche i bargigli sono assenti per fare posto alla barba. Il becco è forte e leggermente arcuato, con narici allargate, di colore diverso a seconda della colorazione del piumaggio. Gli occhi sono rotondi, grandi e vispi, bruni o rosso arancio a seconda della varietà di colore. La faccia è rossa e ricoperta dalla folta barba. Gli orecchioni sono piccoli e coperti dai favoriti. Il collo è arcuato e dotato di una mantellina abbondante.
Le spalle sono larghe e arrotondate. Il dorso è portato leggermente inclinato verso la coda. Le ali sono mediamente lunghe, portate orizzontali e aderenti al corpo. La coda è lunga, larga nel gallo e semiaperta nella gallina, e forma un angolo con la linea del dorso di 40/45° nel gallo e di 30/35° nella gallina; le falciformi nel maschio sono ben arcuate. Il petto è pieno e ben arrotondato, ed è portato abbastanza alto. Il ventre è morbido e ben sviluppato. Le zampe sono mediamente lunghe, ben evidenti, con tarsi fini e senza piume; le dita sono quattro.
Il piumaggio si presenta ben sviluppato, ben aderente, con penne arrotondate e folto piumino.
La pelle è bianca. Il peso è di 2,000/2,300 kg nel gallo e di 1,700/2,000 nella gallina.

### Difetti gravi
Posizione generale troppo bassa o troppo alta. Petto appuntito. Ciuffo troppo piccolo, cadente o storto; barba non abbastanza sviluppata e presenza evidente di una cresta. Formazione di bargigli ed orecchioni troppo visibili. Vista del soggetto pesantemente limitata. È tollerata la presenza di una cresta molto rudimentale.

## Colorazioni
La razza ha diverse varietà di colore: argento orlata nero, bianca, blu orlata, camoscio orlata bianco, grigio perla, nera, oro orlata nero, sparviero e tricolore.

### Sottovarietà
È presente anche una sottovarietà della razza, arricciata o a penna riccia, in cui tutto il piumaggio, compreso ciuffo e barba, è provvisto di penne ricce. Particolarmente amata negli USA e in altri paesi, questa sottovarietà era già presente alla fine del XIX secolo.

## Qualità
Si tratta di un pollo ornamentale e da esposizione privo di qualsiasi finalità economica e/o produttiva, come la maggior parte delle razze ciuffate. Il carattere di questi uccelli è affettuoso e fiducioso nei confronti dell'uomo, ma hanno bisogno di un posto in cui sentirsi al sicuro: la scarsa visibilità causata dal folto ciuffo infatti è causa di paura e ansia; per evitare ciò, l'allevatore deve sapientemente effettuare una tolettatura del ciuffo, per rendere una visuale ottimale agli animali. È una razza difficile da allevare e da selezionare, a causa di tutti i particolari di cui è provvista. La sua bellezza e la sua docilità la rendono molto popolare presso gli estimatori di razze ornamentali. Le uova sono bianche di almeno 50 gr.

## Uso in cucina
La pelle è sottile e la carne morata (non candida), simile piuttosto a quella del fagiano o della faraona. La preparazione più classica ricorda la francese poularde en vessie, cotta nella vescica del maiale e servita con salsa suprême e riso pilaf. Ma il ripieno della gallina a la canavéra, giocato su un delicato equilibrio fra salato, dolce (della mela Golden), agro (di arancia e limone) e speziato, ricollega la sua origine agli esotismi della vicina Venezia. La canavéra è una piccola canna di bambù che permette al liquido di cottura di evaporare parzialmente. Poi la gallina si chiude in un sacchetto (un tempo si usava la vescica del maiale) e il sacchetto si immerge in una pentola di acqua, lasciando fuoriuscire la canavéra per almeno dieci centimetri. La Padovana deve sobbollire a fuoco lento per oltre due ore, formando un denso brodo di cottura, un concentratissimo consommé da versare a cucchiaiate sulla carne. Si può servire con una salsa di cren appena ingentilita con mela verde.